# Raffke
Der umgangssprachliche Ausdruck Raffke mit der für den berlinischen Dialekt typischen Diminutiv-Endung -ke (wie in Steppke oder Piefke) bezeichnet einen raffgierigen Menschen. Es handelt sich um eine „in Berlin um 1920, vielleicht bereits in der Gründerzeit, gebildete Bezeichnung, die auf mhd. raffen ‚zupfen, eilig an sich reißen‘ zurückgeht“.
Raffke wurde und wird in abfälliger Manier für einen „Neureichen“ verwendet, also jemanden, der in kurzer Zeit zu viel Geld kam und damit prahlt. In der Zeit nach dem Ersten Weltkrieg waren damit insbesondere Emporkömmlinge gemeint, die es als Kriegs- und Krisengewinnler zu Wohlstand gebracht hatten. Der Filmregisseur Fritz Lang charakterisierte den Protagonisten seines Films Dr. Mabuse, der Spieler von 1922 expressionistisch überhöht als Prototyp des Raffke.
Heute taucht der Ausdruck auch in Form des zusammengesetzten Begriffs der „Raffke-Mentalität“ auf. Der im Deutschen für einen raffgierigen Menschen ebenfalls geläufige Begriff Raffzahn ist mit Raffke nur eingeschränkt synonym, da ihm die Komponente des neureichen Prahlens abgeht.